# Karl Künkel
Karl Künkel (* 1861; † 1943 in Heidelberg) war ein deutscher Lehrer, Biologe und Malakologe.

## Leben
Karl Künkel wirkte gegen Ende des 19. Jahrhunderts als Lehrer am Großherzoglich Badischen Lehrerseminar in Ettlingen und arbeitete sich in seiner Freizeit intensiv in das Forschungsgebiet der Lungenschnecken ein. Mit Unterstützung seiner Ehefrau Ida Genoveva, geborene Fischer, führte er im Lauf der Jahre zahlreiche Untersuchungen mit diesen Gastropoden durch. Seine im Jahr 1916 veröffentlichte Schrift Zur Biologie der Lungenschnecken wurde eines der Standardwerke zur Biologie dieser Tiere.
Später wurde er Schulkommissar in Mannheim, führte den Professorentitel und war zuletzt in Heidelberg wohnhaft. 1921 wurde er zum Ehrendoktor der Albert-Ludwigs-Universität Freiburg ernannt und 1934 in die Sektion Zoologie zum Mitglied  der Deutschen Akademie der Naturforscher Leopoldina gewählt. 1935 wurde Karl Künkel mit der Silbernen Leibniz-Medaille der Preußischen Akademie der Wissenschaften ausgezeichnet.

## Schriften
- Zur Biologie der Lungenschnecken. Ergebnisse vieljähriger Züchtungen und Experimente. Winter, Heidelberg 1916 (Digitalisat)
- Ausdauer der Landpulmonaten im Wasser. In: Archiv für Molluskenkunde, 62, 1930, S. 116–123 (Digitalisat)